# Diamonds
«Diamonds» és una cançó interpretada per Rihanna inclosa en el seu setè àlbum d'estudi, Unapologetic. La cançó va ser publicada com a primer senzill de l'àlbum el 26 de setembre de 2012 per Def Jam Recordings. Va ser escrita per Sia i produïda per Benny Blanco (responsable de «Circus» de Britney Spears) i l'equip noruec Stargate, coneguts per la seva extensa col·laboració amb Rihanna en grans èxits mundials com «Don't Stop The Music», «What's My name?» i «Only Girl (In the World)».
Musicalment, «Diamonds» és una cançó R&B que incorpora elements d'electro. Fou un gran canvi en el so de Rihanna, ja que no sona com res que ella hagués cantat anteriorment, però, alguns crítics la van comparar amb «Complicated», del seu cinquè àlbum d'estudi Loud. Quan Rihanna va anunciar la cançó, molts fanàtics i crítics esperaven una cançó semblant a «We Found Love», el qual va obtenir un gran èxit, però quan es va estrenar la cançó va ser un gran gir en el so de l'artista.

## Llista
| País            | Llista                      | Millor Posició |
| --------------- | --------------------------- | -------------- |
| Alemanya        | Media Control Charts        | 1              |
| Austràlia       | Australia Singles Chart     | 6              |
| Àustria         | Ö3 Austria Top 40           | 1              |
| Bèlgica         | Ultratop 40 (Flandes)       | 4              |
| Bèlgica         | Ultratop 40 (Valonia)       | 4              |
| Brasil          | Brasil Hot 100 Pop Songs    | 2              |
| Canadà          | Canadian Hot 100            | 1              |
| Xile            | Chile Singles Chart         | 10             |
| Dinamarca       | Tracklisten                 | 1              |
| Scotland        | The Official Charts Company | 1              |
| Eslovàquia      | IFPI                        | 3              |
| Espanya         | PROMUSICAE                  | 2              |
| Estats Units    | Billboard Hot 100           | 1              |
| Estats Units    | Hot R&B Songs               | 1              |
| Estats Units    | Billboard Pop Songs         | 6              |
| Estats Units    | Hot R&B/Hip-Hop Songs       | 1              |
| Finlàndia       | Suomen virallinen lista     | 1              |
| França          | French Singles Chart        | 1              |
| Grècia          | Greece Digital Songs        | 4              |
| Irlanda         | Ireland Singles Chart       | 2              |
| Israel          | Media Forest                | 1              |
| Luxemburg       | Luxemburgo Digital Songs    | 4              |
| Noruega         | VG-lista                    | 1              |
| Nova Zelanda    | New Zealand Singles Chart   | 3              |
| Països Baixos   | Dutch Top 40                | 3              |
| Portugal        | AFP                         | 2              |
| UK              | UK Singles Chart            | 1              |
| UK              | UK R&B Chart                | 1              |
| República Txeca | IFPI                        | 25             |
| Suïssa          | Swiss Music Charts          | 2              |
| Suècia          | Sverigetopplistan           | 4              |
| South Africa    | Mediaguide                  | 1              |
| Veneçuela       | iTunes Top 10               | 1              |